# Anthems in the Open Air
Anthems In The Open Air – debiutancki album zespołu The Old Cinema. Album ukazał się 31 października 2011 roku.Instrumenty zostały nagrane w Jet Studio, natomiast wokale zostały nagrane w studiu nagraniowym 52 Dębiec. Płyta uzyskała miano „Demona miesiąca” w miesięczniku „Metal Hammer”.

## Lista utworów
1. Lovely Blackmail – 3:50
2. Any Kind Of Pain – 3:34
3. We All Will Fall – 5:02
4. Forever And Always – 3:46
5. Frozen Sun – 3:21
6. Calling My Name – 4:22
7. Only Fallen Tears – 3:39
8. Heart Like A Rebel – 3:42
9. The Neverending Tale Of Blue Skies – 3:41
10. In The Forest, In The Darkness – 4:23

## Twórcy
- Bartosz Zawadzki – Śpiew
- Piotr „Wader” Piechocki – Gitara
- Krzysztof „Chris” Wójtowicz – Gitara
- Wojciech „Dyzio” Warnke – Gitara basowa
- Marcin „X” Pałęck – Perkusja